# Zeynep Dizdar
Zeynep Dizdar (Kadıköy, Istanbul, 14 de juliol de 1976) és una compositora, lletrista i cantant pop turca. Va assolir la fama amb la cançó Vazgeç Gönül en el seu primer àlbum, Yolun Açık Ola de l'any 1997. El 2010 es va casar amb Can Günay, un fan de la cantant.

## Discografia

### Àlbums
- 1997: Yolun Açık Ola (Adéu, vagi amb Déu en turc)
- 2005: İlle De Sen (Tu, només tu)
- 2008: Sana Güvenmiyorum (No confio en tu)
- 2010: Hayat Benim Elimde (La vida està a la meva mà)
- 2011: Viraj (Viratge)
- 2015: Gönül Oyunu (Joc de cor)

### EP i singles
- 2009: Aşkın Büyüsü (La màgia de l'amor)
- 2012: 2012
- 2012: Maske (Màscara)
- 2013: İkimiz (Tots dos)
- 2014: Party
- 2018: Bi Gülüşü (Un somriure seu)
- 2018: Önsezi (Pressentiment)
- 2020: Kör Kurşun (Bala perduda)